# Rhytiphora anaglypta
Rhytiphora anaglypta är en skalbaggsart som först beskrevs av Francis Polkinghorne Pascoe 1867.  Rhytiphora anaglypta ingår i släktet Rhytiphora och familjen långhorningar. Inga underarter finns listade i Catalogue of Life.